# سونی سنتر
سونی سنتر (انگلیسی: Sony Center) مجموعه‌ای از ۸ ساختمان اداری متعلق به شرکت سونی و مستقر در پوتسدامر پلاتس، برلین است، که در سال ۱۹۹۸ توسط شرکت آروپ احداث گردید.